# Xã Indian Creek, Quận Mills, Iowa
Xã Indian Creek (tiếng Anh: Indian Creek Township) là một xã thuộc quận Mills, tiểu bang Iowa, Hoa Kỳ. Năm 2010, dân số của xã này là 883 người.